# Banhammer

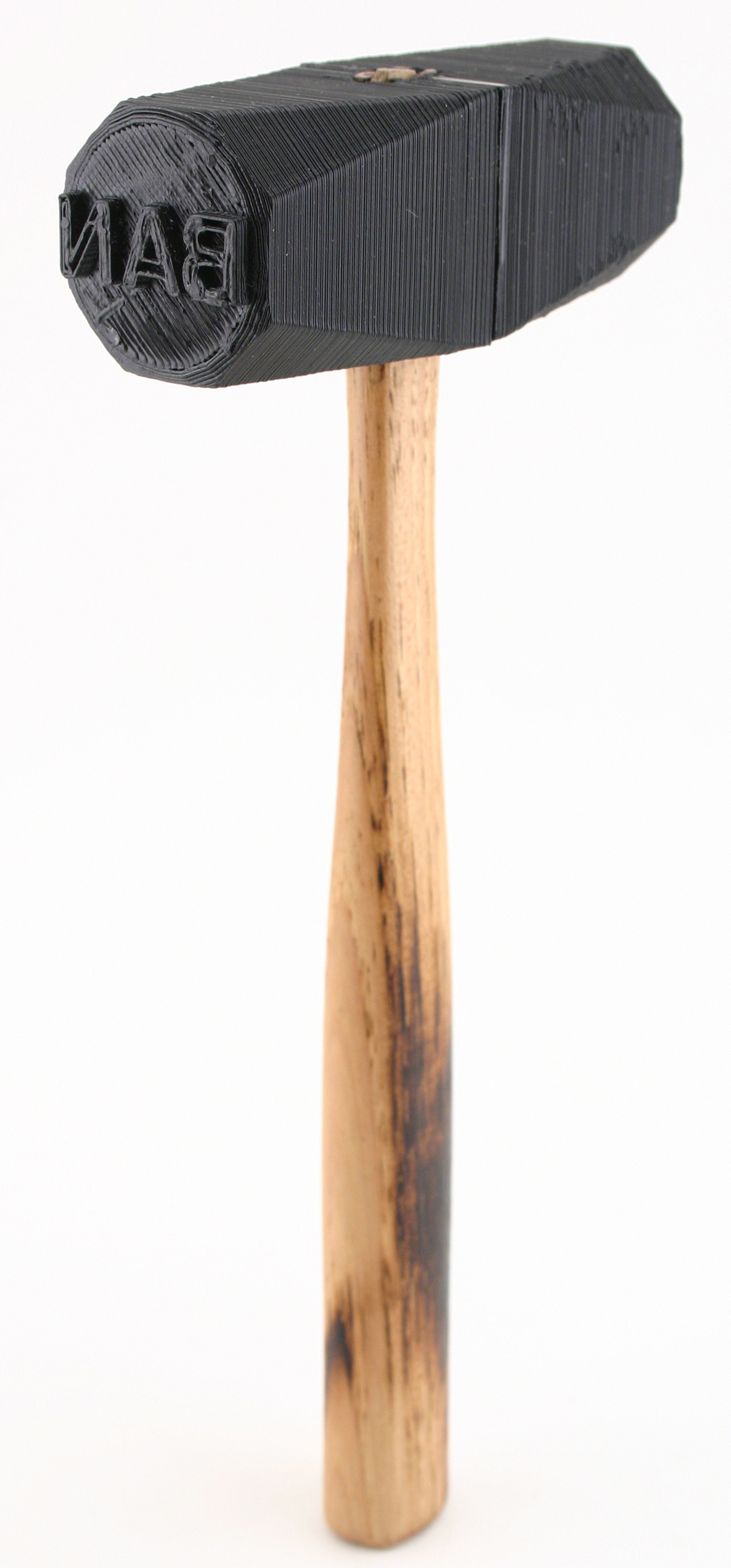
Un "banhammer" en Impression 3D.

Le terme banhammer – qu'on peut traduire par « marteau de bannissement » – désigne de manière humoristique le pouvoir qui permet à un administrateur de bannir ou bloquer un utilisateur dans le cadre des forums Internet, wikis, jeux vidéo en ligne ou de tout autre média Web.
Ce terme est souvent utilisé comme surnom pour les logiciels anti-triche des jeux-vidéo qui peuvent bannir automatiquement.

## Utilisation dans les jeux-vidéo
Le terme banhammer provient de MSN Chat (en) dont l'icône de bannissement était un marteau. Ce terme a été utilisé dans des jeux-vidéo populaires comme Halo 2 et Halo 3 dont la communauté de tricheur devenait de plus en plus importante. Le studio de développement Bungie Studios a utilisé le banhammer lors d'un patch de juillet 2005. Ce dernier scannait le disque dur de l'utilisateur et lui restreignait l'accès au Xbox Live s'il s'avérait que le jeu avait été modifié,.